# پیرک

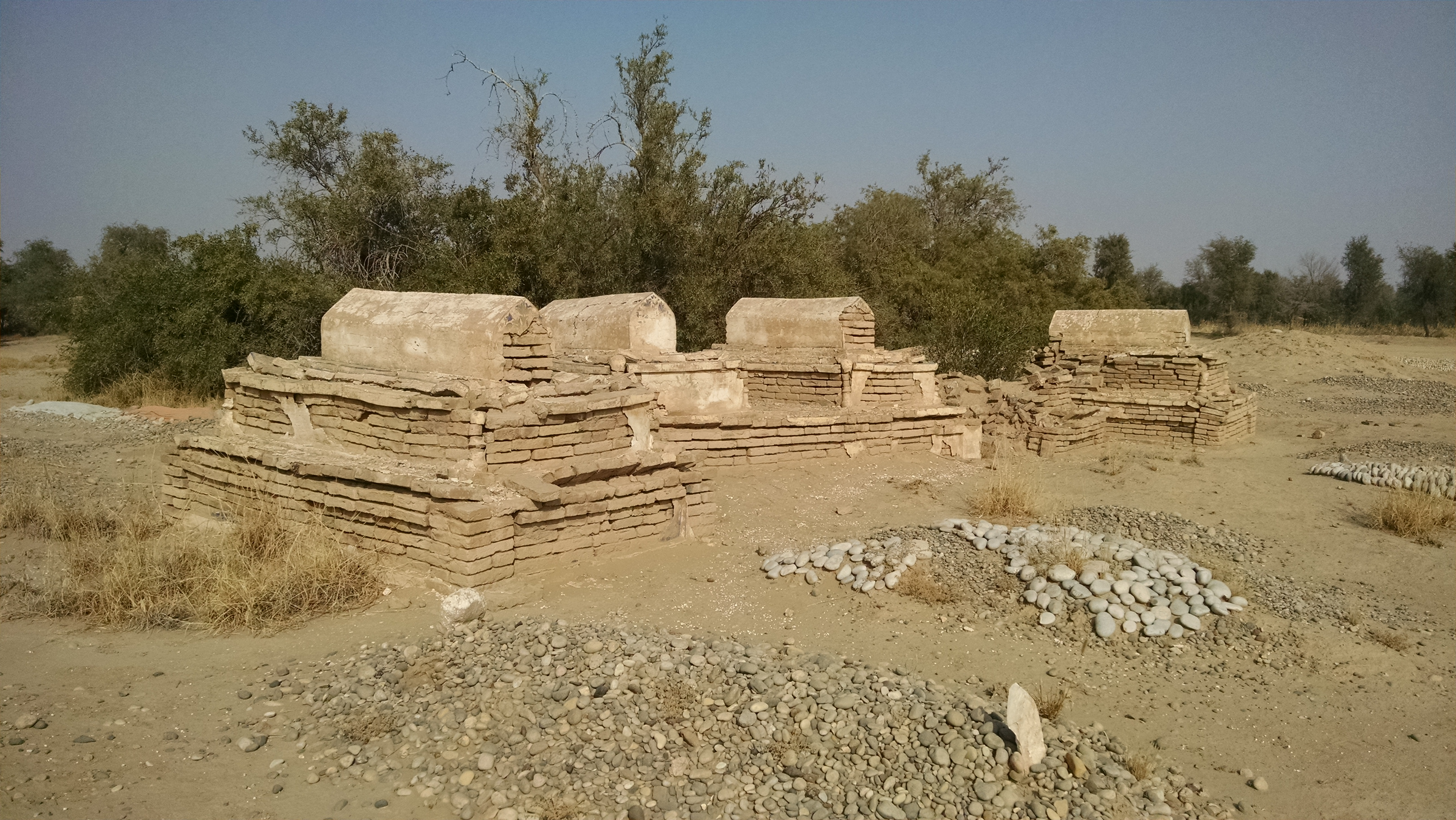
نمایی از گورستان منطقهٔ باستانی پیرک در بلوچستان، پاکستان - ۲۰۱۷

پیرک، نام منطقهٔ باستانی است، در فاصله ۲۰ کیلومتری "سبّی" که در بلوچستان قرار دارد. این منطقهٔ تاریخی علاوه بر داشتن ویژگی‌های تاریخی مناطق مهرگر و نوشهرو، آثار باستانی گرانبهای دیگری از جمله مجسمه‌های غول پیکر اسب و شتر که با مهارت ویژه‌ای ساخته شده‌اند، را نیز با خود به همراه دارد.
تمام آثار مناطق باستانی مهرگر، نوشهرو و پیرک در موزهٔ شهر "سبّی" نگهداری می‌شود.